# 이능희
이능희(李能希, 872? ~ ?)는 후삼국 시대, 고려 초기의 인물이자 고려의 개국공신벽상삼한삼중대광태사봉국공 식읍삼천호에 봉해졌다.

## 생애
그의 아들 이겸의 역시 고려의 개국공신이며 고려 중기의 문신인 이공승은 그의 6대손이다. 청주 이씨(淸州)의 시조이다.
918년 그는 태조 왕건을 도와 궁예를 몰아내고 고려를 세우는 역할을 하였으며 936년에 후삼국을 통일할 때도 큰 역할을 하였다.
이후 그는 고려의 개국공신이자 귀족이 되어 부귀영화를 누렸다.

## 가계
- 아버지 : 청주 이씨(淸州 李氏)
- 어머니 : 미상
  - 무신 : 이능희(李能希)
  - 부인 : 미상
    - 아들 :  이겸의(李謙宜)
    - 며느리 : 계림군부인
      - 손자 : 이원심(李元審)